# Фиоритура
Фиоритура (на италиански: fioritura, буквално – цъфтене) е музикален термин, означаващ добавяне на музикална орнаментика във вокална или инструментална партия. Терминът е италиански и е равнозначен на термина колоратура, въведен в някои други страни. За разлика от колоратурата обаче, той не се използва само за вокални изпълнения.
Фиоритурата е един от способите на аранжировката. Може да бъде представена от мелодични украшения, бързи пасажи, рулади, каденца, форшлаг и други. Употребява се най-често при вокални изпълнения. Възможно е да е нотен запис на композитора, или въведена от изпълнителя като негова интерпретация. Изкуството на фиоритурата достига пълния си разцвет в италианската опера от 18 век. Всички сопрана по едно или друго време са изпълнявали фиоритури в рамките на една ария. Някои произведения, изпълнени с богата орнаментика също се наричат фиоритури. Ползва се и при инструменталната музика.